# Maxus V90
Maxus V90 — малотоннажный грузовой автомобиль, выпускающийся подразделением Maxus компании SAIC Motor с 2019 года. Впервые был представлен на Шанхайском автосалоне и считается преемником Maxus V80. На европейских рынках автомобиль называется Maxus Deliver 9, а электромобиль — eDeliver 9.  

## Описание
О производстве автомобиля Maxus V90 было объявлено в марте 2019 года. Первый экземпляр был представлен в 2019 году на Шанхайском автосалоне.
На момент запуска цены варьировались от 150 000 до 290 000 юаней. Автомобиль оснащён 2,0-литровым турбодизельным двигателем SC20M мощностью 150 л. с. и крутящим моментом 375 Н⋅м, который соответствует китайскому стандарту Bharat Stage VI.

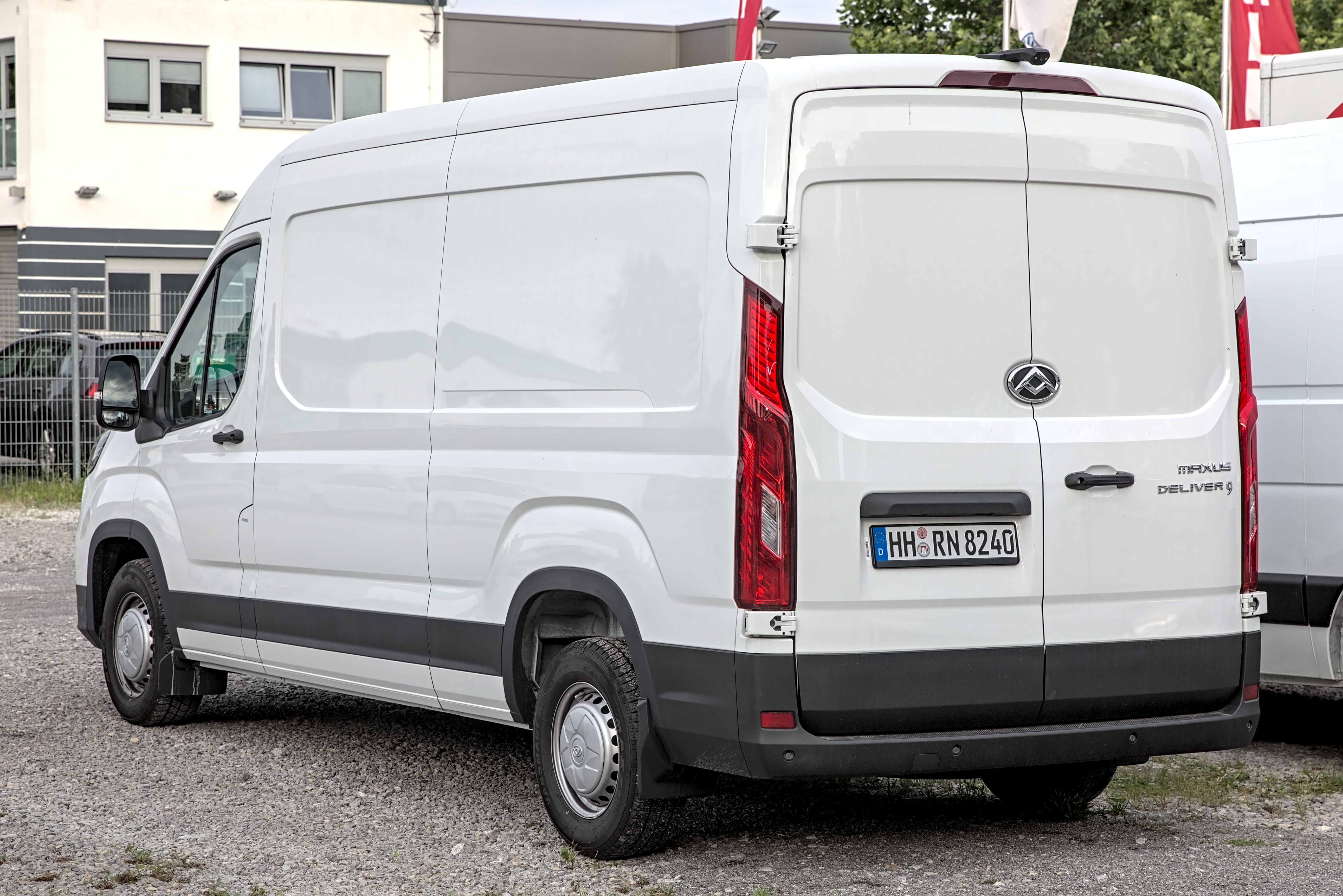
Maxus Deliver 9
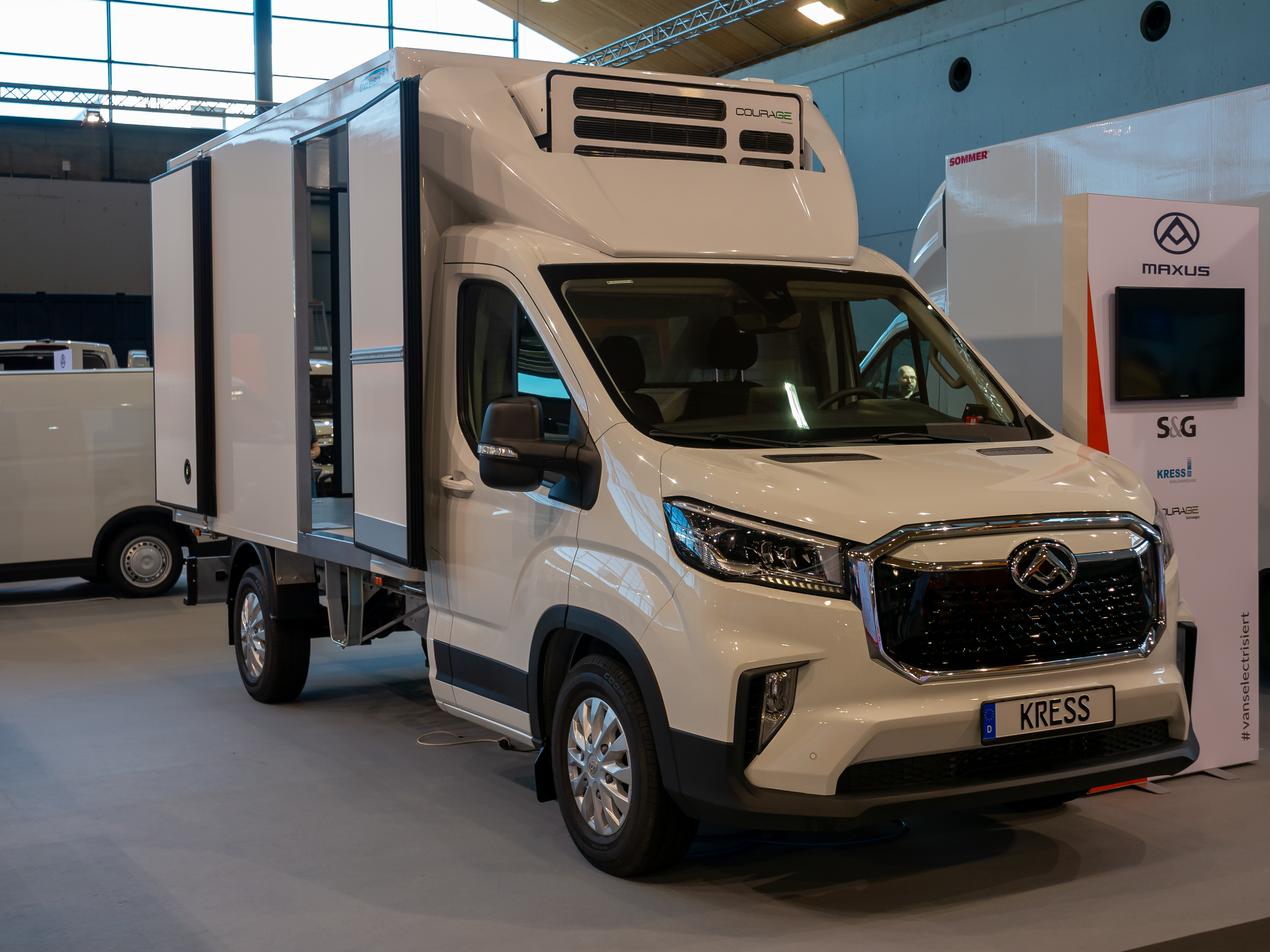
Maxus Deliver 9

## Maxus eDeliver 9
Полностью электрический вариант Maxus eDeliver 9 продаётся в Европе, включая Великобританию и Ирландию. Ёмкость аккумулятора составляет 51,5, 72 или же 88,5 кВт⋅ч.

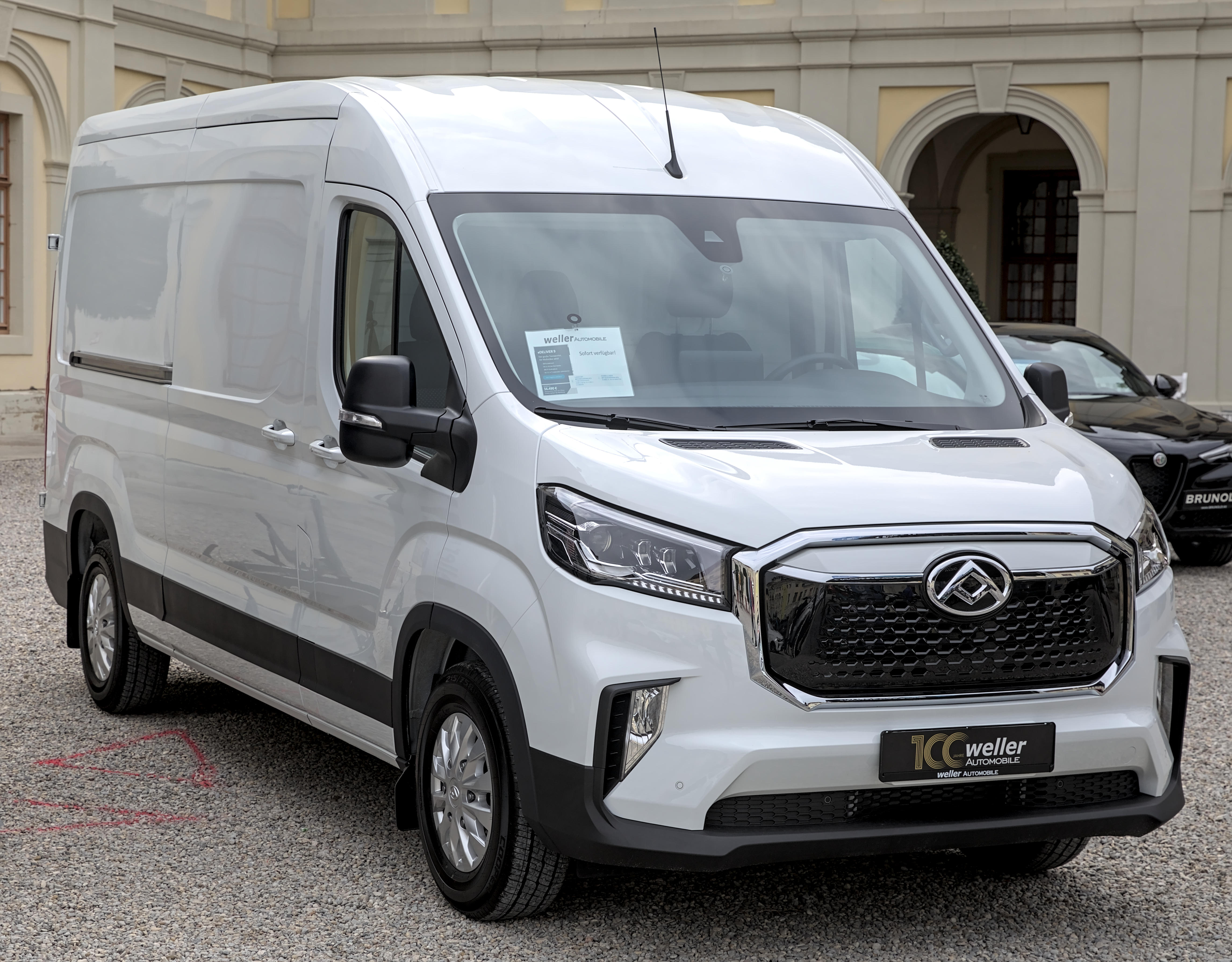
Maxus eDeliver 9

## Продажи
В ноябре 2022 года в Австралии начались продажи LDV eT60 и LDV eDeliver 9. Максимальная скорость eDeliver 9 ограничена до 90 км/ч.

## Технические характеристики
| Двигатели          | Двигатели           | Двигатели     | Двигатели        | Двигатели                           | Двигатели                    | Двигатели     | Двигатели     |
| Модель             | Трансмиссия         | Двигатель     | Объём            | Мощность                            | Крутящий момент              | ЭКО-Стандарт  | Топливо       |
| ------------------ | ------------------- | ------------- | ---------------- | ----------------------------------- | ---------------------------- | ------------- | ------------- |
| SDEC SC20M 163 Q6A | 6-скор. МКПП и АКПП | I4            | 2,0 л (1996 см3) | 120 кВт (161 л. с.) при 4000 об/мин | 375 Н⋅м при 1500—2400 об/мин | Euro 6b       | Дизельное     |
| Электродвигатель   | eCVT                | Электрический | —                | 150 кВт (201 л. с.)                 | 310 Н⋅м                      | Zero emission | Электрическое |